# كريستيان فياغرا
كريستيان فياغرا (بالإسبانية: Cristian Villagra)‏ (27 ديسمبر 1985 الأرجنتين - ) هو لاعب كرة قدم أرجنتيني، يلعب كمدافع.

## مسيرته الكروية
لعب كريستيان فياغرا خلال مسيرته الاحترافية مع 4 أندية في خمسة عشر موسمًا وسجل خلالها 10 أهداف ضمن 280 مباراة. ولم يفز بأي موسم بالكأس وفاز في موسم واحد بالدوري.
خاض كريستيان فياغرا مسيرته مع نادي روزاريو سنترال في موسم 2005–06 في المرة الأولى ولمدة موسمين ثم في موسم 2015 واستمر معه طيلة ثلاثة مواسم، مشاركًا طوالها في 79 مباراة سجل خلالها هدفين. ثم انتقل إلى نادي ريفر بليت في موسم 2006–07 ليلعب معه أربعة مواسم، حيث شارك في 85 مباراة سجل خلالها 3 أهداف. لينتقل بعدها إلى نادي ميتاليست خاركيف في موسم 2010–11 ليلعب معه خمسة مواسم، مشاركًا في 100 مباراة سجل خلالها 5 أهداف. ثم انتقل إلى نادي أتليتيكو توكومان في موسم 2017–18 لمدة موسم واحد، مشاركًا في 16 مباراة ولم يسجل أي هدف.

## وصلات خارجية
كريستيان فياغرا على موقع اتحاد أوكرانيا (الإنجليزية)
- كريستيان فياغرا على موقع قاعدة بيانات كرة القدم.إي يو (الإنجليزية)
- كريستيان فياغرا على موقع ناشيونال فوتبول تيمز (الإنجليزية)
- كريستيان فياغرا على موقع Soccerway.com (الإنجليزية)
- كريستيان فياغرا على موقع عالم كرة القدم.نت (الإنجليزية)